# Acıpayam
Acıpayam est une ville et un district de la province de Denizli dans la région égéenne en Turquie.

## Personnalité
Les lutteurs Bayram Şit (1930-2019) et Hasan Güngör (1934-2011), champions olympiques, sont nés à Acıpayam.